# O Senhor dos Anéis: As Duas Torres
O Senhor dos Anéis: As Duas Torres (no original em inglês, The Lord of the Rings: The Two Towers) é um filme de aventura e fantasia, segunda parte da adaptação cinematográfica da trilogia literária de J. R. R. Tolkien.
Seguindo o exemplo de The Lord of the Rings: The Fellowship of the Ring (no Brasil, A Sociedade do Anel e em Portugal, A Irmandade do Anel), conquistou a crítica, atingindo 95% de aprovação no Rotten Tomatoes, mais do que o antecessor que chegou a 91%. Também agradou o público, faturando mais de US$ 947 milhões mundialmente, sendo US$ 342 milhões somente nos Estados Unidos. Atualmente ocupa a 56° maior bilheteria de todos os tempos.

## Enredo
A Sociedade do Anel se desmanchou após a "Queda Má" de Gandalf o Cinzento e o ataque de Uruk-hais. Boromir morreu; Frodo e Sam continuam no caminho da Montanha da Perdição; Pippin e Merry foram capturados pelos Uruk-hai; e Aragorn, Legolas e Gimli foram ao seu resgate.
Ao descerem Emyn Muil, Frodo e Sam encontram-se com Gollum ao qual subjugam e o tornam seu guia para o Portão Negro, a entrada de Mordor. Aragorn, Legolas e Gimli entram nas planícies do reino de Rohan na caçada aos orcs. Saruman ataca o Folde Ocidental de Rohan e nesta batalha mata o príncipe Théodred. Éomer, Marechal dos Cavaleiros de Rohan, é exilado do palácio e do reino com seus homens pelo conselheiro do rei, Grima Língua de Cobra. Nas planícies do norte, ele e seus cavaleiros atacam e destroem o grupo de orcs que raptaram Merry e Pippin. Os hobbits fogem para dentro da Floresta de Fangorn, onde encontram o ent Barbárvore e levam os ents a se unirem num conselho, o Entebate, onde devem decidir se partem ou não em guerra aberta contra Saruman.
Frodo, Sam e Gollum cruzam os Pântanos Mortos ao norte de Mordor, onde voltam a ver um dos Espectros do Anel montado agora num Falcão do Inferno. Após conhecerem Éomer; Aragorn, Legolas e Gimli entram em Fangorn onde encontram Gandalf, vivo e vestido de branco. Este, montado em seu cavalo Shadowfax, os leva para Edoras, onde está o palácio do rei de Rohan.
Ao chegarem ao Portão Negro, Gollum detém os hobbits e revela sobre outra entrada, mais secreta, por onde ele saiu de Mordor, Frodo resolve confiar na criatura e seguir por este novo caminho. Em Edoras, Gandalf desmascara a aliança de Gríma com Saruman e liberta o rei Théoden dos encantos destes. Théoden expulsa Gríma de Rohan e sepulta o corpo de seu filho Théodred, em seguida parte com o povo de Edoras para o Abismo de Helm. Gandalf, preocupado com o ataque de Saruman, parte para buscar ajuda.
Em Ithilien, terras pertencentes ao antigo reino de Gondor, os hobbits são capturados por Faramir e seus homens, guardiões destas terras, que os levam prisioneiros. No caminho para o Abismo de Helm, Aragorn recorda de quando dispensou Arwen de qualquer compromisso com ele, para que ela pudesse partir com seu povo. Os refugiados são atacados por wargs montados, enviados por Saruman, e Aragorn acaba caindo de um penhasco durante o combate com Sharku. Em Valfenda, Elrond convence sua filha Arwen a partir da Terra-média. De Isengard, Saruman lança seus exércitos sobre Rohan.
Em Ithilien, Faramir captura Gollum e descobre a verdade sobre a missão de Frodo e Sam. Ele resolve impedí-los e levá-los para seu pai, Denethor, em Gondor. Aragorn se recupera e chega ao Abismo onde alerta o rei dos exércitos inimigos que se aproximam. Antes da batalha iniciar, uma tropa de arqueiros élficos, liderados por Haldir, chega ao Abismo para auxiliar os rohirrim. Durante a batalha, os orcs utilizam explosivos para derrubar as muralhas e Haldir é morto. Os ents decidem não se arriscar na guerra e Barbárvore leva os hobbits embora, mas ao avistar a devastação que Saruman causou à floresta, parte em marcha com os ents para destruir Isengard.
Passando por Osgiliath, que está sob ataque inimigo, Sam revela a Faramir que Boromir tentou tirar o Anel de Frodo e que ele foi assassinado por orcs. Um dos Espectros chega a cidade e os dois o impedem de capturar Frodo. Gandalf chega com Éomer e seus cavaleiros ao Abismo de Helm e destroem os exércitos de Saruman. Os ents atacam e inundam Isengard, destruindo as máquinas e forjas do mago. Faramir decide libertar Frodo, Sam e Gollum e não intervir em sua missão. Frodo e Sam partem com Gollum para o que parece ser uma emboscada.

## Elenco
- Elijah Wood .... Frodo Baggins
- Ian McKellen .... Gandalf
- Sean Astin .... Samwise Gamgee
- Viggo Mortensen .... Aragorn
- Dominic Monaghan .... Meriadoc Brandybuck
- Billy Boyd .... Peregrin Took
- Orlando Bloom .... Legolas
- John Rhys-Davies .... Gimli e Barbárvore (voz)
- Andy Serkis .... Gollum/Sméagol
- Christopher Lee .... Saruman
- Bernard Hill .... Théoden
- Miranda Otto .... Éowyn
- Karl Urban .... Éomer
- Brad Dourif .... Grima Língua de Cobra
- Hugo Weaving .... Elrond
- Liv Tyler .... Arwen
- Craig Parker ... Haldir de Lórien
- David Wenham .... Faramir
- Sean Bean .... Boromir
- John Noble .... Denethor
- Cate Blanchett .... Galadriel

## Bilheteria
O Senhor dos Anéis: As Duas Torres estreiou nos EUA no dia 18 de dezembro de 2002, arrecandando US$ 62 milhões nos primeiros três dias, ficando atrás de Homem Aranha (US$ 114,8), Harry Potter e a Câmara Secreta (US$ 88) e Star Wars: Episódio II - O Ataque dos Clones (US$ 80), superando A Sociedade do Anel que fez US$ 47 milhões no ano anterior.. Na América do Norte ele arrecadou US$ 339,789,881 milhões , sendo a segunda maior bilheteria doméstica do ano atrás apenas de Homem Aranha que registrou US$ 403,706,375 milhões. 
Com outros US$ 596,899,854 o filme arrecadou ao todo US$ 936,689,735 milhões mundialmente sendo a maior bilheteria de 2002. Atualmente após os relançamentos o filme registra US$ 947,495,095 milhões.

## Principais prêmios e indicações
Oscar 2003 (EUA)
2 vitórias de 6 indicações
- Oscar para Melhores Efeitos Visuais - Jim Rygiel, Randall William Cook, Alex Funke e Joe Letteri
- Oscar para Melhor Edição de Som - Mike Hopkins e Ethan Van der Ryn
- Indicação para Melhor Filme - Peter Jackson, Barrie M. Osborne e Fran Walsh
- Indicação para Melhor Edição - Michael Horton
- Indicação para Melhor Direção de Arte - Grant Major e Dan Hennah
- Indicação para Melhor Mixagem de Som - Christopher Boyes, Michael Semanick, Michael Hedges e Hammond Peek

Além destes, ganhou outros 57 prêmios no mundo, totalizando 130 indicações.